# Beziehungen zwischen den Vereinigten Staaten und Zypern

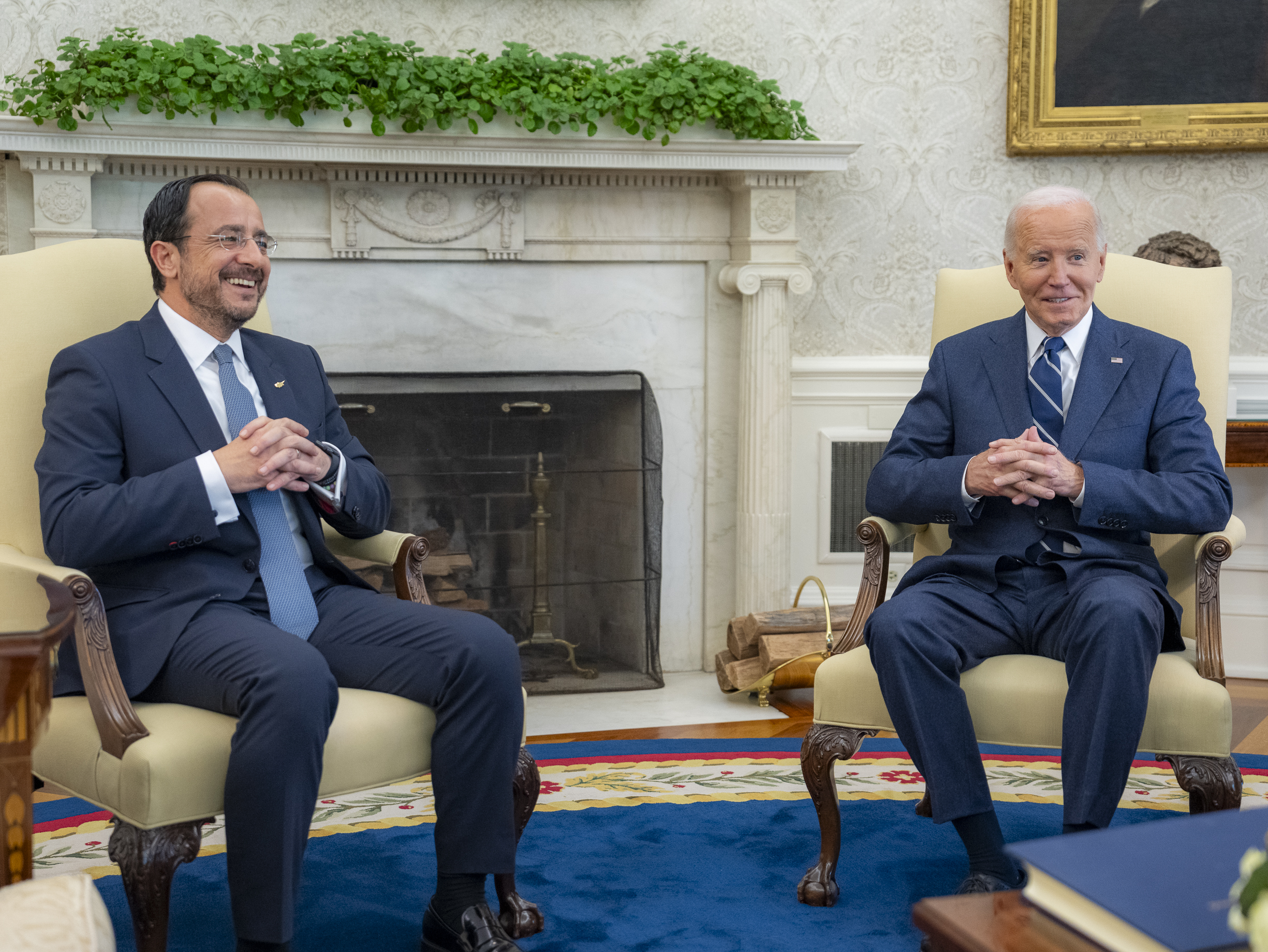
Nikos Christodoulides mit Joe Biden im Weißen Haus (2024)

Die Beziehungen zwischen Zypern und den Vereinigten Staaten bezeichnen das zwischenstaatliche Verhältnis zwischen der Republik Zypern und den Vereinigten Staaten von Amerika (USA). Beide Staaten unterhalten freundschaftliche diplomatische, politische und kulturelle Kontakte.
Die USA erkannten Zypern am 16. August 1960, dem Tag seiner Unabhängigkeit von Großbritannien, formell als souveränen Staat an; kurz darauf wurden diplomatische Beziehungen aufgenommen. Noch im August 1960 wurde das US-Konsulat in Nikosia in eine Botschaft umgewandelt. In den folgenden Jahren kam es jedoch zu Spannungen zwischen der griechisch- und türkischzyprischen Volksgruppe. Bereits 1964 entsandten die Vereinten Nationen die Friedenstruppe UNFICYP nach Zypern, um anhaltende interkommunale Gewalt einzudämmen. Im Juli 1974 unterstützte die Athener Militärjunta einen Putsch griechisch-zyprischer Offiziere gegen Präsident Makarios III., der eine türkische Invasion im Norden Zyperns auslöste. Infolge der Invasion geriet rund 37 % des Inselterritoriums unter Kontrolle einer türkisch-zyprischen Verwaltung; die Insel ist seither de facto geteilt. 1983 rief die türkisch-zyprische Seite die Türkische Republik Nordzypern (TRNZ) aus, die jedoch bis heute außer der Türkei von keinem anderen Staat – auch nicht von den USA – anerkannt wird. Die USA unterstützen die Bemühungen der Vereinten Nationen um eine föderale Wiedervereinigung Zyperns ausdrücklich.
Nach dem Ende des Kalten Krieges intensivierten sich die zyprisch-amerikanischen Beziehungen vor allem in den Bereichen Sicherheit und Energie. Zypern, seit 2004 EU-Mitglied, wurde für die USA zu einem Partner bei der Förderung stabiler Verhältnisse in der östlichen Mittelmeerregion. Die Regierung in Nikosia gestattete den USA wiederholt die Nutzung zyprischer Flughäfen und Häfen für humanitäre Evakuierungsmissionen, etwa während des Libanonkriegs 2006. Im Jahr 2018 unterzeichneten beide Staaten eine Absichtserklärung, um ihre sicherheitspolitische Zusammenarbeit auszubauen (u. a. Terrorismusbekämpfung, maritime Sicherheit). In den späten 2010er Jahren etablierten sich zudem regelmäßige Konsultationen im „3+1“-Format zwischen Zypern, Griechenland, Israel und den USA, die der Koordinierung in Energie- und Regionalfragen dienen. So bekräftigen die USA etwa das Recht der Republik Zypern, die Erdgasvorkommen in ihrer Ausschließlichen Wirtschaftszone auszubeuten, und kritisieren türkische Erdöl- und Erdgasbohrungen in zyprischen Gewässern als destabilisierend. Ein Symbol für die vertieften strategischen Beziehungen ist die Aufhebung des jahrzehntelangen amerikanischen Waffenembargos gegen Zypern: 1987 hatten die USA ein Rüstungsembargo verhängt, das zunächst nur nicht-tödliche Ausrüstung zuließ und schließlich 2022 vollständig aufgehoben wurde.
Die kulturellen Beziehungen zwischen Zypern und den USA sind unter anderem durch Bildungs- und Austauschprogramme sowie durch die Auslandszyprer in den Vereinigten Staaten geprägt. Seit der zweiten Hälfte des 20. Jahrhunderts wanderten zehntausende Zyprer – vor allem griechisch-zyprischer Herkunft – in die USA aus, insbesondere infolge der Ereignisse von 1974. Heute leben in den Vereinigten Staaten Schätzungen zufolge rund 55.000 US-Amerikaner mit zyprischen Wurzeln (Stand 2023).
Wirtschaftlich zählen die USA zu Zyperns bedeutenden außereuropäischen Handelspartnern. Zu den wichtigsten zyprischen Exportgütern in die USA gehören Nahrungsmittel (insbesondere Halloumi-Käse), chemische Erzeugnisse und Maschinen; außerdem werden gelegentlich Schiffe und Boote in die USA verkauft. Umgekehrt exportieren die USA vor allem Industrieerzeugnisse nach Zypern, darunter Flug- und Fahrzeuge, Maschinen und Elektronik. Im Jahr 2022 betrug das bilaterale Handelsvolumen mit Waren rund 193 Millionen US-Dollar; davon entfielen etwa 120 Mio. USD auf US-Exporte nach Zypern und ca. 73 Mio. USD auf zyprische Warenexporte in die USA. Neben dem Warenhandel bestehen Verbindungen im Dienstleistungs- und Finanzsektor (u. a. im Schiffsverkehr und Tourismus). In den zyprischen Offshore-Erdgasfeldern sind US-Energiekonzerne wie ExxonMobil und Chevron an Exploration und Förderung beteiligt.
Die USA unterhalten eine Botschaft in Nikosia. Zypern seinerseits verfügt über eine Botschaft in Washington, D.C.